# الحسين خان الأول الأكبر
| خان لورستان                         |                                                                    |
|                                     |                                                                    |
| الحسين خان الأول الأكبر والي پشتكوه |                                                                    |
| السابق                              | شاهوردي خان (آخر حكام الاتابكة بني خورشيد)                         |
| ولاية العهد                         | الأمير محمد شاه ويردي خان                                          |
| فترة الحكم                          | من 1598م إلى 1633م                                                 |
| اللاحق                              | محمد شاه ويردي خان الأول                                           |
| اللقب                               | الأكبر والي البر والبحر خان لرستان الحاكم القاضي فخر خراسان المؤمن |
| حياته                               |                                                                    |
| مكان الوفاة                         | مدينة خرم آباد                                                     |
| الأب                                | الحسين خان الأول الأكبر                                            |
| الأم                                | شاه غفران بنت جيهانكير شاه أتابك                                   |
| الزوجات                             | بنت شاهوردي خان                                                    |
| الأبناء                             | محمد شاه ويردي خان أحمد منوجهر خان                                 |
| خانات لورستان                       |                                                                    |

الحسين خان الأول الأكبر بن منصور بيك بن زهير بيك بن ظاهر بن علي سلوز الطلوي القلائي السلورزي العلوي .
مؤسس سلالة الخانات اللور التي حكمت تحت الوصاية المباشرة لشاهات بلاد فارس المتعاقبين منذ عام 1598م، وأول حُكام لرُستان بعد سقوط آخر حكام السلالة الخورشيدية (الأتابك شاهوردي خان) عام 1598م.

## نسبه
يشير علماء النسب المختصين بالأنساب الهاشمية في العراق وإيران على أن الحسين خان ينحدر مباشرةً من جهة والده من عائلة أو عشيرة السادة (آل العجان) من خلال جده الكبير السيد علي سلوز (علي السلورزي)، والسادة آل العجان بدورهم يكونون من الذرية المباشرة للإمام العباس بن علي بن أبي طالب الهاشمي
وعلى عهد الحسين خان نفسه ذكر عدد من معاصروه أنه ينحدر من الإمام العباس بن علي بن أبي طالب، على رأسهم كان كاتب ومستشار شاه إيران (إسكندر بك منشي تركمان)، والذي ذكر ذلك في كتابه الشهير تاريخ عالم آراى عباسي (بالعربية: كتاب نظرة العباسي للعالم).
نسب الحسين خان الكامل بدءاً منه حتى الإمام علي بن أبي طالب هو على النحو التالي:
الحسين خان بن منصور بك بن زهير بك بن ظاهر بن علي سلوز (وهو الذي هاجر من عراق العرب إلى عراق العجم متحالفاً مع إمارة ربيعة) بن السيد محمد بن أبو محمد المرجعي بن منصور بن أبو الحسن طُليعات بن الحسن الديبق بن أحمد العجان (جد آل العجان) بن الحسين بن علي بن عبد اللّه المكاري بن الحسين بن الحمزة بن عبد اللّه الشاعر بن العباس الخطيب الفصيح بن الحسن الأكبر بن عبيد اللّه العميد بن الإمام العباس بن الإمام علي بن أبي طالب بن عبد المطلب
رغم ذلك، يجادل بعض الكُتاب الكرد المعاصرين اليوم إلى أن هذا النسب العلوي قد تم ادعاءه من طرف ولاة لورستان من أجل منح شرعية وهالة دينية لحكمهم على البلد، ومن هؤلاء الكُتاب هو نجم سلمان مهدي الفيلي الذي ذكر هذا الأمر في كتابه الذي أُلف ونُشر سنة 2001م (كتاب فيليون).

## عائلته وتأسيس حكومة الولاة
ينحدر الحسين خان من عشيرة سليورزي (سلاحورزي) الشهيرة في لرُستان. كان والد الحسين خان (منصور بيك بن زهير السلاحورزي) رئيس تلك العشيرة بالوراثة، لذلك كان منصور بيك من أهم أعيان ونبلاء مدينة خرم آباد (عاصمة إقليم لورستان)، وكان كذلك صاحب أراضي وأملاك عديدة، هذا مما جعله يتقرب من بلاط الحاكم الأتابكي محمد بك بن جيهانكير شاه.
فتزوج منصور بيك من شقيقة هذا الحاكم (الأميرة غُفران شاه بنت جيهانكير شاه أتابك)، فوِلد الحسين خان الأول من هذه الزيجة، لذلك يُعتبَر الحسين خان وأحفاده منحدرين من الحاكم جيهانكير شاه والد محمدي بيك (الأتابك الـ22 من سلالة شجاع الدين خورشيد) من جهة والدة الحسين خان.
ترعرع الحسين بيك في خرم آباد وأخذ منصب والده في قيادة عشيرته وكذلك في بلاط أقاربه الأتابكة كأحد أعيان ونبلاء بلاد اللور، ومن ثم تقرب أكثر من حاشية أبن خاله الأتابك الخورشيدي الأخير (شاهوردي خان بن محمد شاه بن جيهانكير شاه)، فأصبح من مرافقيّ الأتابك.
وكذلك تقرب الحسين بيك من بلاط الشاه عباس الأول وأصبح فيما بعد من أهم قادة جيشه، عكس قريبه الأتابك الذي أصبح أكثر عداوة لحكومة أصفهان غير مُبالي بأيعازات الشاه، مما تسبب بنقمة الشاه على الأتابك وحاشيته بمرور الوقت.
فأرسل الشاه عباس الأول عام 1598م سريتان عسكريتان إلى العاصمة خرم آباد من أجل القضاء على حكومة الأتابك.
السرية الأولى كانت بقيادة القائد (قنبر بيك استاجلو)، أما الثانية فكانت بقيادة القائد (الله ويردي خان)، وكلاهما كانا تحت قيادة الحسين بيك بن منصور بيك، حيث توجهوا لإنهاء حكم الأتابك وتسليمه للشاه.
فهرب الأتابك شاهوردي خان غرباً إلى إيلام، وأتخذ من قلعة چنكوله (قلعة الغابة) في منطقة مهران والمطلة على ضفاف نهر (سيمرة) كمركز دفاعي له.
لم تدم فترة طويلة حتى وصل أحد سرايا جيش الشاه (سرية القائد الله ويردي خان) إلى القلعة، حيث قام القائد بمحاصرتها من كل الجوانب، وجرت معركة طويلة بين جيش الشاه وأتباع الأتابك بالأسلحة النارية والنبال.
إنتهت تلك المعركة بانتهاء ذخيرة قوات الأتابك شاهوردي خان، فسلم القلعة ونفسه لجيش الشاه، فأُرسل إلى الشاه عباس الأول، والذي كان يقضي وقته في أحد مناطق صيمرة القريبة، فأمر بإعدامه هناك شهر ربيع الأول 1006ھ/1598م.
إنتهت بذلك دولة اللور الأتابكة بني خورشيد بعد حكم دام 426 عام (منذ تأسيسها على يد شجاع الدين خورشيد أتابك عام 570ھ/1184م وإلى العام 1006ھ/1598م، عام مقتل شاهوردي خان).
لذلك نستطيع القول أن كل ما حدث بين القريبين (حسين خان وشاهوردي خان) هو عبارة عن انقلاب عسكري داخل الأسرة الحاكمة كما حصل في العديد من الدول والإمارات عبر التأريخ.

## توليه الحكم وزواجه
بعد تخلص الشاه عباس الأول من حكومة الأتابكة الخورشيديين قام بتنظيم أمور إقليم لورستان، وقام كذلك بمنح الحسين بيك بن منصور بيك، والذي أصبح أحد أهم قادة حكومة الشاه، لقب (الخان) بدلاً من لقب (بيك)، فأصبح أسمه (الحسين خان الأول)، وكذلك مُنح فيما بعد وكجائزة لأعماله لقب (بُزرُگ) والذي يعني بالفارسية العظيم أو الأكبر.

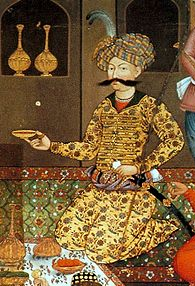
الشاه عباس الأول، شاه إيران (1 أكتوبر 1588م–19 يناير 1629م).

وفي نفس العام (1598م) ُنصيب الحسين خان الأول خاناً على لورستان بمرسوم شاهنشاهي، وكمقابل لجهود الحسين خان كذلك ووفاءاً بوعده للخان، منح الشاه عباس الأول حق توريث الحكم للحسين خان الأول، فأصبح الحكم يُورَث من الأب إلى أكبر الأبناء (أو أكبر أفراد العائلة الحاكمة في بعض الأحيان).[بحاجة لمصدر]
وخلال هذه الفترة (نوفمبر 1597م) قام الحسين خان الأول بالزواج ببنت الأتابك شاهوردي خان بن مُحمدي، وأغلب الظن أن هذا التصرف الذي لُوحظ في سلالات ملكية عديدة، هو لإضفاء الشرعية على السلالة الحاكمة الجديدة.[بحاجة لمصدر]
بنت شاهوردي خان جعلت من الحسين خان أقرب لكلا العائلتين، الصفوية والخورشيدية. حيث أن عمة زوجة حسين خان تكون پري شاه، أي زوجة شاه إيران (عباس الأول) وأم ابنه الأمير (حسين ميرزا)، ما عدا أن پري شاه نفسها تكون بنت خال الحسين الخان، أي أن الخان يكون أبن عمة زوجة الشاه، و زوج بنت أخيها.[بحاجة لمصدر]
شاهوردي خان نفسه كان زوج الأميرة (زيور بيجوم)، والذي كان والدها (بديع الزمان ميرزا) أمير سيستان و أبن شقيق الشاه طهماسب الأول، أي يكون أبن عم الشاه عباس الأول.[بحاجة لمصدر]

## عصيان قيصر خامه بيدل
بعد فترة من عودة الشاه عباس الأول إلى عاصمته أصفهان ووصول الحسين خان الأول الأكبر للحكم، قام الأمير قيصر خامه بيدل،أحد أمراء المقاطعات اللرية، بجمع الأعوان والأتباع حوله، وأعلن التمرد ضد الخان الحسين الأول و كاد هذا التمرد الأمير قيصر أن يأتي على حكم الحسين خان الأول تماماً؛ لولا أن الحسين خان الأول سارع بطلب النجدة الفورية من الشاه عباس الأول في الوقت المناسب، لذلك قام الشاه عباس بنفسه بقيادة جيشه منطلقاً من أصفهان إلى خرم آباد غرباً، وذلك لنصرة عامله على المنطقة، ولكن حين وصول الشاه إلى خرم آباد وجد أن الأمير قيصر خامه بيدل قد ترك المنطقة طوعاً وهرب منها ومعه قرابة ألف عائلة من مؤيديه واستقر في منطقة تلال حمرين والتي كانت تابعة لحكومة الباب العالي آنذاك .لذلك وبعد هذه الحادثة قام الشاه عباس الأول بجمع الشخصيات المهمة والمتنفذة في المنطقة وهددهم بإبادة عوائلهم ومصادرة جميع أموالهم وتخريب وحرق قراهم؛ أن تحركوا ضد عامله وواليه على لورستان ولم ينصاعوا لأوامره. لذلك أدرك زعماء العشائر والأعيان تهديد الشاه لهم وتثبيت أركان حكم عامله في المنطقة، فسادت كلمة الحسين خان في أرجاء أقاليم لورستان وبشتكوه رغبة أو رهبة.[بحاجة لمصدر]

## هجوم الجيش العثماني بقيادة اوزون أحمد آغا ولقب (والي البر والبحر)
قام كل من (قاسم سلطان افشار) وحاكم مقاطعة هرسين (شاهقلي سلطان) بإبلاغ الوالي الحسين خان الأول الأكبر بزحف القائد العثماني (اوزون أحمد آغا) على رأس 12000 مقاتل انكشاري بغية الهجوم على المنطقة الغربية لإيران (أقاليم اللور) لذلك قام الخان حسين الأول بتجهيز حملة عسكرية مكونة من 5000 مقاتل لطرد الجيش العثماني؛ وفي أثناء سير جيش الخان بالطريق التحق بالجيش اللوري 3000 مقاتل من المحاربين السابقين؛ فأصبح العدد الإجمالي لجيش الخان 8000 مقاتل، بعدها اشتبك الجيشان غرب لورستان (قرب الحدود العراقية الإيرانية) ولخبرة الحسين خان الأول وحنكته العسكرية تمكن من الالتفاف حول الجيش العثماني ومن ثم أسر القائد اوزون احمد آغا نفسه.
ورغم قلة أعداد جيش الخان مقارنةً بالجيش العثماني، إلا أن الانتصار كان حليف الحسين خان 
حيث قُتلت وأُسرت أعداد كبيرة من جنود الجيش العثماني، ثم فر ما تبقى منهم إلى داخل الحدود العثمانية غرباً.[بحاجة لمصدر]
بعد اقتياد الأسرى إلى العاصمة اللورية خرم آباد، كُبل القائد اوزون احمد آغا بالحديد وأُرسل إلى الشاه عباس الأول؛ الذي سر كثيراً بانتصار الوالي الحسين خان فأكرمه بالهدايا التقديرية، ولقبه بلقب (والي البر والبحر).

## الهجوم على قلعة هلوخان
بطلب من الشاه عام 1603م/1012ھ، تحرك الخان الحسين الأول على رأس جيشه متجهاً إلى كردستان إيران لقتل هلوخان أردلان، حاكم كردستان؛ الذي أصبح يطالب بالحكم لنفسه والاستقلال تماماً عن حكومة الشاه عباس الأول.[بحاجة لمصدر]
وصل الحسين خان الأول الأكبر بعد فترة إلى قلعة هلوخان، فضرب حصاراً عليها، وأصبح يقوم بحملات متكررة محاولاً اقتحامها، لكن بعد ثلاثة أيام من تلك الحملات عجز جيش الخان من دخول القلعة لمتانتها وصلابة المدافعين عنها، فرجع الحسين خان الأول على رأس جيشه إلى لورستان بعد أن خسر تلك المعركة.

## مفاتيح بغداد
حدثت سنة 1623م أزمة بين بكر صوباشي، حاكم بغداد الشهير، والدولة العثمانية، الأخيرة أرسلت جيوشها المدججة من أجل استرداد بغداد وكل العراق  من يد بكر صوباشي الذي تحدى السلطة العثمانية آنذاك وأعلن نفسه حاكماً على العراق دون موافقة السلطان مراد الرابع.
وبعد أن ضيقت الدولة العثمانية الخناق على أهالي بغداد وحاكمها من خلال الحصار الشديد الذي قامت بفرضه على أسوار المدينة، قام صوباشي بمراسلة الشاه الصفوي (عباس شاه الأول) من أجل أن يعلن تبعية العراق للدولة الصفوية مقابل مساندتها له أمام الجيوش العثمانية، لذلك أراد صوباشي أن يقوم بإرسال مفاتيح مدينة بغداد إلى الشاه عباس الأول، وهذا ما قد تكفل به الحسين خان الأول، حاكم لورستان وبروجرد، الذي أمر واعتنى بأخذ مفاتيح المدينة من بغداد وتوصيلها إلى القصر الشاهاني في مدينة أصفهان.

## دعم الحسين خان لحكومة الشاه
ظل الحسين خان الأول وفياً لدولة الشاه كما أستمر أحفاده الخانات على ذلك (حتى استقل عنهم سابع الخانات علي مردان خان بعد سقوط حكومتهم وتسليمهم لورستان للدولة العثمانية، مما جعل الخان يستقل عن حكمهم الذي سقط بعد فترة وجيزة)، حيث كان الحسين خان الأول الأكبر يشارك الشاه عباس الأول في كل طلعاته وحروبه، فقد كان من أهم القادة في الدولة، لاسيما خلال الحرب العثمانية الصفوية (1623-1639)، وليس ذلك فحسب؛ بل أخذ يؤازر الشاه في مشاريعه الداخلية، وبالأخص عندما أراد الشاه إيصال الماء من منطقة (كوهرنك) إلى مدينة أصفهان؛ فقد شارك الحسين خان في هذا المشروع الكبير إلى جانب والي ولاية همدان (صفي قلي خان) ووالي ولاية فارس (أمام قلي خان) بالإضافة إلى زعيم البختياريين (جيهانگير خان البختياري).

## وفاته
ظل الحسين خان الأول يحكم إقليم لورستان حتى وفاته، حيث توفي عام 1633م/1043ھ في عاصمته خرم آباد، ودُفن في مقبرة شاهنشاهي التي كانت خاصة بعائلة الاتابكة الخورشيديين، والتي تبعد عن مدينة خرم آباد اليوم 20 كيلومتر جنوباً.
خلفه بالحكم ابنه الكبير محمد شاه ويردي خان الأول، وبمرسوم شاهنشاهي صدر من الشاه عباس الأول.